# Dicranomyia stulta
Dicranomyia stulta là một loài ruồi trong họ Limoniidae. Chúng phân bố ở miền Tân bắc.